# Національний банк Словаччини
Національний банк Словаччини (словац. Národná Banka Slovenska (NBS)) — центральний банк Словаччини, який є членом європейської системи центральних банків. Національний банк Словаччини є незалежним фінансовим інститутом, основною метою якого є підтримка фінансової стабільності в країні. Банк є уповноваженим представником Уряду Словаччини в міжнародних фінансових інститутах і при здійсненні міжнародних угод на грошовому ринку. Національний банк Словаччини має 9 регіональних філій.

## Історія
Банк був засновано 1 січня 1993 року. З 1 січня 2009 року є членом Єврозони.

## Керівництво
Вищим керівним органом Національного банку Словаччини є правління банку, яке визначає грошово-кредитну політику країни. До складу правління входять голова і два віце-голови, які призначаються на посади і звільняються з них Президентом Словаччини, і вісім членів правління, які призначаються на посади і звільняються з них Урядом Словаччини з пропозицією голови. Троє членів зі складу правління не повинні працювати в банку.

### Голови правління
З 2010 року головою Правління Національного банку Словаччини є Йозеф Макух.
- Іван Шрамко (Ivan Šramko) 1 січня 2005 — 11 січня 2010
- Маріан Юско (Marián Jusko) 29 липня 1999 — 31 грудня 2004
- Володимир Мазар (Vladimír Masár) 29 липня 1993 — 28 липня 1999

## Будівля банку
Будівля головного офісу Національного банку Словаччини була відкрита 23 травня 2002 року в Братиславі. Будинок висотою 111,6 м і складається з 33 поверхів. Є однією з найвищих будівель в Братиславі.